# Back to Brooklyn
Back to Brooklyn è un fumetto di genere crime story. Si tratta di una miniserie di sei numeri scritta da Garth Ennis e Jimmy Palmiotti e disegnata da Mihailo Vukelic. È stata pubblicata nel 2008 dalla casa editrice Image Comics. In Italia è stata pubblicata per la prima volta in sei volumi dalla MagicPress e nel 2020 in volume unico da Saldapress.
Una crime story che colpisce per la sua efferatezza come un pugno allo stomaco. In quest'opera non ci sono superpoteri o elementi fantastici, solo la cruda realtà della malavita a Brooklyn. La trama è violenta ma compassionevole, nata dall'immaginazione vivida e dalla personale esperienza di vita a Brooklyn di Palmiotti.

## Trama
Un uomo, Bob Saetta, membro della famiglia mafiosa dei Saetta, si trova costretto a vendersi alla polizia, causa la scoperta di un segreto così orribile da permettere che tutta l'organizzazione venga scoperta e smantellata. Ma i suoi piani svaniscono quando scopre che suo fratello, Paul "il muro" Saetta, ha in ostaggio sua moglie e suo figlio. Così fa un patto con  due poliziotti in cerca di una promozione, affinché lo rilascino fino alla fine del week-end, per poter farsi strada, omicidio dopo omicidio, fino al fratello, per la resa dei conti.